# Prva crnogorska fudbalska liga 2020-2021
La Prva crnogorska fudbalska liga 2020-2021 (prima lega calcistica montenegrina 2020-2021), conosciuta anche come Telekom 1.CFL 2020-2021 per ragioni di sponsorizzazione, è stata la 17ª edizione di questa competizione, la 15ª come prima divisione del Montenegro indipendente, iniziata il 14 agosto 2020 e terminata il 25 maggio 2021. Il Budućnost si è riconfermato campione conquistando il quinto titolo della sua storia, con ben sette giornate di anticipo.

## Stagione

### Avvenimenti
Per la quarta stagione consecutiva partecipano al campionato 10 squadre. Dalla Prva crnogorska fudbalska liga 2019-2020 sono retrocesse in Druga Crnogorska Liga il Grbalj ed il Kom, il quale ha perso lo spareggio promozione/retrocessione. Dalla Druga Crnogorska Liga sono state promosse il Dečić, primo classificato, e lo Jezero, vincitore dello spareggio.

### Formula
Le 10 squadre disputano un doppio girone di andata-ritorno, per un totale di 36 giornate; al termine di queste, l'ultima classificata viene retrocessa, mentre la penultima e la terzultima disputano i play-out contro la seconda e terza classificata della Druga crnogorska fudbalska liga 2020-2021.
Le squadre qualificate alle coppe europee sono quattro: La squadra campione si qualifica al primo turno di qualificazione della UEFA Champions League 2021-2022, la seconda e la terza al primo turno di qualificazione della UEFA Europa Conference League 2021-2022, insieme alla squadra vincitrice della coppa del Montenegro.

## Squadre partecipanti
| Club              | Città        | Stadio                    | Stagione precedente              |
| ----------------- | ------------ | ------------------------- | -------------------------------- |
| Budućnost         | Podgorica    | Stadio pod Goricom        | 1º posto in Prva liga            |
| Dečić             | Tuzi         | Stadio Tuško Polje        | 1º posto in Druga liga, promosso |
| Iskra Danilovgrad | Danilovgrad  | Stadio Braća Velašević    | 3º posto in Prva liga            |
| Jezero            | Plav         | Stadio Pod Racinom        | 2º posto in Druga liga, promosso |
| Petrovac          | Castellastua | Stadio pod Malim brdom    | 6º posto in Prva liga            |
| Podgorica         | Podgorica    | Donja Gorica Arena        | 5º posto in Prva liga            |
| Rudar Pljevlja    | Pljevlja     | Stadio pod Golubinjom     | 7º posto in Prva liga            |
| Sutjeska          | Nikšić       | Stadio Kraj Bistrice      | 2º posto in Prva liga            |
| OFK Titograd      | Podgorica    | Campo di allenamento FSCG | 8º posto in Prva liga            |
| Zeta              | Golubovci    | Stadio Trešnjica          | 4º posto in Prva liga            |

## Classifica finale
|  | Pos. | Squadra           | Pt | G  | V  | N  | P  | GF | GS | DR  |
|  | ---- | ----------------- | -- | -- | -- | -- | -- | -- | -- | --- |
|  | 1.   | Budućnost         | 85 | 36 | 27 | 4  | 5  | 65 | 29 | +36 |
|  | 2.   | Sutjeska          | 57 | 36 | 15 | 12 | 9  | 56 | 34 | +22 |
|  | 3.   | Dečić             | 54 | 36 | 13 | 15 | 8  | 39 | 28 | +11 |
|  | 4.   | Podgorica         | 52 | 36 | 15 | 7  | 14 | 39 | 38 | +1  |
|  | 5.   | Zeta (–1)         | 45 | 36 | 13 | 7  | 16 | 34 | 41 | -7  |
|  | 6.   | Rudar Pljevlja    | 45 | 36 | 13 | 6  | 17 | 38 | 50 | -12 |
|  | 7.   | Jezero            | 45 | 36 | 12 | 9  | 15 | 28 | 34 | -6  |
|  | 8.   | Iskra Danilovgrad | 44 | 36 | 9  | 17 | 10 | 28 | 29 | -1  |
|  | 9.   | Petrovac          | 32 | 36 | 7  | 11 | 18 | 29 | 45 | -16 |
|  | 10.  | OFK Titograd      | 31 | 36 | 7  | 10 | 19 | 23 | 51 | -28 |

Legenda:
      Campione di Montenegro e ammessa alla UEFA Champions League 2021-2022.
      Ammesse alla UEFA Europa Conference League 2021-2022.
  Partecipa ai play-out.
      Retrocesse in Druga crnogorska fudbalska liga 2021-2022.
Regolamento:
Tre punti a vittoria, uno a pareggio, zero a sconfitta.
Lo Zeta sconta un punto di penalizzazione.

## Risultati
|                | Bud  | Deč  | Isk  | Jez  | Pet  | Pod  | Rud  | Sut  | Tit  | Zet  |
| -------------- | ---- | ---- | ---- | ---- | ---- | ---- | ---- | ---- | ---- | ---- |
| Budućnost      | –––– | 2-2  | 1-0  | 2-1  | 2-1  | 1-0  | 4-2  | 1-0  | 3-1  | 3-0  |
| Budućnost      | –––– | 2-0  | 1-0  | 3-2  | 0-2  | 1-2  | 3-1  | 1-1  | 1-0  | 0-1  |
| Dečić          | 2-0  | –––– | 2-0  | 0-0  | 1-0  | 0-3  | 4-1  | 1-1  | 3-0  | 0-0  |
| Dečić          | 0-4  | –––– | 0-0  | 0-0  | 1-1  | 0-1  | 0-1  | 2-1  | 1-0  | 3-1  |
| Iskra          | 0-2  | 0-0  | –––– | 2-1  | 1-0  | 1-1  | 0-1  | 3-0  | 1-1  | 0-0  |
| Iskra          | 1-1  | 2-1  | –––– | 1-1  | 0-0  | 1-0  | 2-0  | 0-0  | 1-1  | 1-1  |
| Jezero         | 0-2  | 0-0  | 0-2  | –––– | 2-0  | 0-0  | 1-0  | 0-2  | 1-0  | 1-1  |
| Jezero         | 1-2  | 1-0  | 0-0  | –––– | 1-0  | 3-2  | 1-2  | 0-2  | 0-0  | 0-1  |
| Petrovac       | 0-1  | 1-1  | 1-0  | 0-1  | –––– | 0-1  | 1-1  | 1-1  | 1-3  | 1-1  |
| Petrovac       | 1-4  | 0-0  | 1-0  | 0-2  | –––– | 2-1  | 3-1  | 1-3  | 0-0  | 0-2  |
| Podgorica      | 4-0  | 1-1  | 1-1  | 1-0  | 1-3  | –––– | 2-0  | 1-1  | 2-0  | 0-1  |
| Podgorica      | 0-1  | 0-3  | 1-0  | 2-1  | 0-1  | –––– | 2-1  | 0-4  | 2-1  | 2-1  |
| Rudar Pljevlja | 1-2  | 0-3  | 4-0  | 0-1  | 1-0  | 1-0  | –––– | 0-4  | 3-1  | 0-3  |
| Rudar Pljevlja | 1-1  | 0-0  | 0-0  | 4-2  | 2-0  | 1-0  | –––– | 0-2  | 4-2  | 0-1  |
| Sutjeska       | 0-1  | 1-1  | 3-2  | 0-1  | 3-3  | 3-0  | 2-0  | –––– | 3-0  | 0-2  |
| Sutjeska       | 0-1  | 1-2  | 2-2  | 0-0  | 2-1  | 1-1  | 1-1  | –––– | 1-2  | 4-3  |
| OFK Titograd   | 0-4  | 1-1  | 1-1  | 1-0  | 2-2  | 1-0  | 0-2  | 0-0  | –––– | 1-0  |
| OFK Titograd   | 0-2  | 1-0  | 0-0  | 1-2  | 1-0  | 0-1  | 0-0  | 0-4  | –––– | 0-2  |
| Zeta           | 0-2  | 0-2  | 0-1  | 1-0  | 1-0  | 1-1  | 2-1  | 0-1  | 1-0  | –––– |
| Zeta           | 2-4  | 1-2  | 0-2  | 0-1  | 1-1  | 1-3  | 0-1  | 0-2  | 2-1  | –––– |

## Spareggi
Penultima e terzultima della prima divisione sfidano seconda e terza della seconda divisione per due posti in Prva crnogorska fudbalska liga 2021-2022.
|                   | Risultati       |                   | Luogo e data                 |
| ----------------- | --------------- | ----------------- | ---------------------------- |
| Iskra Danilovgrad | 2 - 1           | Igalo             | Danilovgrad, 1º giugno 2021  |
| Igalo             | 0 - 1           | Iskra Danilovgrad | Igalo, 6 giugno 2021         |
|                   |                 |                   |                              |
| Petrovac          | 2 - 1           | Arsenal Tivat     | Castellastua, 1º giugno 2021 |
| Arsenal Tivat     | 2 - 1 (5-6 dtr) | Petrovac          | Teodo, 6 giugno 2021         |
|                   |                 |                   |                              |

## Classifica marcatori
| Gol |  |  | Giocatore       | Squadra        |
| --- |  |  | --------------- | -------------- |
| 16  |  |  | Božo Marković   | Sutjeska       |
| 15  |  |  | Draško Božović  | Budućnost      |
| 13  |  |  | Milutin Osmajić | Sutjeska       |
| 12  |  |  | Vuk Striković   | Rudar Pljevlja |
| 11  |  |  | Kristijan Vulaj | Dečić          |
| 10  |  |  | Ilir Camaj      | Dečić          |
| 10  |  |  | Šaleta Kordić   | Podgorica      |
| 9   |  |  | Igor Ivanović   | Budućnost      |
| 8   |  |  | Dejan Zarubica  | Budućnost      |
| 7   |  |  | Ndue Mujeci     | Jezero         |